# Maagdenburgse voetbalbond
De Maagdenburgse voetbalbond (Duits: Verband Magdeburger Ballspiel-Vereine) was een regionale voetbalbond uit de Saksische provinciehoofdstad Maagdenburg, die bestond van 1900 tot 1905.

## Geschiedenis
De bond werd opgericht op 15 maart 1900. Eerder waren er met de Magdeburger Fußball- und Cricketvereinigung en de Ring Magdeburger Fußball-Vereine al twee voetbalbonden opgericht, die echter niet meer bestonden.
Aan het eerste kampioenschap namen vijf elftallen deel, waarvan twee reserveteams waren. In de tweede klasse speelden zeven teams, waarvan vijf reserveteams waren. Alle clubs speelden vier keer tegen elkaar. Door de strenge winter van 1901 werd de vierde wedstrijd echter niet gespeeld. Magdeburger FC Viktoria 1896 werd de eerste kampioen en zou ook de volgende jaren kampioen worden.
De bond was zelfstandig en viel niet onder de Midden-Duitse voetbalbond, waardoor de kampioen zich rechtstreeks plaatste voor de eindronde om de Duitse landstitel van 1903 tot 1905. Echter nam de kampioen ook deel aan de Midden-Duitse eindronde, maar het resultaat hierin was van geen belang omdat de kampioen toch al geplaatst was.
Begin 1903 kwam het tot onenigheid in de bond waardoor Magdeburger FuCC Viktoria 1897 en SC Germania 1898 Magdeburg de bond verlieten. De clubs richtten de nieuwe bond, Magdeburger Sport-Vereinigung, maar eind april 1903 keerden de clubs terug naar de Maagdenburgse voetbalbond.
In 1905 ging de bond op in de Midden-Duitse voetbalbond. De clubs gingen in de competitie van Midden-Elbe spelen.

## Overzicht kampioenen
- 1901 FuCC Cricket-Viktoria 1897 Magdeburg
- 1902 Magdeburger FC Viktoria 1896
- 1903 Magdeburger FC Viktoria 1896
- 1904 Magdeburger FC Viktoria 1896
- 1905 Magdeburger FC Viktoria 1896

Magdeburg: 1900/01 · 1901/02 · 1902/03 · 1903/04 · 1904/05 

Midden-Elbe: 1905/06 · 1906/07 · 1907/08 · 1908/09 · 1909/10 · 1910/11 · 1911/12 · 1912/13 · 1913/14 · 1914/15 · 1915/16 · 1916/17 · 1917/18 · 1918/19 · 1919-1923 · 1923/24 · 1924/25 · 1925/26 · 1926/27 · 1927/28 · 1928/29 · 1929/30 · 1930/31 · 1931/32 · 1932/33